# 康士比郡
康士比郡（英語：Hornsby Shire）是澳大利亞雪梨北部一個轄地廣大的地方政府。2003年6月，根據澳大利亞統計局推測，康士比郡有居民
155,971人。

## 沿革
康士比郡最早為澳大利亞原住民之中的達魯閣、顾林凯等部族的生活地帶，爾後第一批歐洲裔探險隊於1788年底經由霍克斯伯里河而抵達當地。惟由於當地的土質稀鬆，因此遲至半世紀後，殖民者的開墾地區方擴於康士比。1830年，當地定名為康士比地區；1880年，由於雪梨「城市鐵路」的北線終於擴建至康士比，方疏通了當地與雪梨及紐卡索之間的交通和物資往來。然而真正促使康士比郡南半部成為雪梨大都會一部份的主因，仍在於私家汽車於1950年代的普及化。

## 地理
康士比自稱是'叢林郡'。由於康士比郡的轄境為一座高嶺將自然森林區所分隔為兩個地帶：即東半部的顾林凯蔡斯国家公园和西半部的宝路华谷地区公园。這兩座大型天然公園是將自雪梨地區延伸至康士比郡的北端（霍克斯伯里河）的綠色地帶，成為了雪梨人日間出遊步行和休閒泛舟的絕佳活動地點。
康士比北半部的生活方式仍處於半鄉村的型態，隨處可見農地、農舍、花園等。一處稱為「高爾士敦」的地方是康士比郡北半部的中心。康士比郡的南半部則是雪梨大都會的一部份，居民多集中於此。近年隨著當地政府所批准的一些高密度的公寓開發案，使康士比的住宅區有了不同的面貌。
康士比有2處工業區，4處商業區。

### 教育
康士比郡內有許多公、私立的學校。私校多為羅馬天主教、英國國教等基督教團體所成立；其中男校與女校所佔的比例，高於雪梨其他地區。私校的學習成績皆高於全州的平均。康士比郡在大學前教育上，被視為適合學子求學的地方；即使是公立學校，要入學亦須先報名以等候通知。
除了專科學校，郡內設有雪梨科技大學顧林凱校區。
康士比郡有5座公立圖書館、3座公立游泳池，以及其他種類的運動和社區中心。

## 議會
康士比郡議會有議席9座，全市分3選區，各區選出議員3名代表市民和納稅人問政；市長為直選。

## 外部連結
33°42′S 151°06′E / 33.7°S 151.1°E